# Табір О.С.А.
Табір О.С.А. (англ. A.N.T. Farm) — американський ситком, який транслювався на Disney Channel з 6 травня 2011 року по 21 березня 2014 року.
В Україні прем'єра відбулась 10 грудня 2011 року на Disney Channel.

## Сюжет
Музичний вундеркінд Чайна стає новим учнем програми «О.С.А.» у старшій школі Вебстер. Але для одинадцятирічної дівчинки навчання у старшій школі не таке легке, як здається на перший погляд. Старші учні ставляться до менших зверхньо, і не виключенням є найпопулярніша дівчина школи — Лексі, яка вважає Чайну своєю суперницею. Проте, з новими друзями Олів та Флетчером, Чайні вдасться віднайти своє місце в школі.

## У ролях

### Головні персонажі
- Чайна Енн МакКлейн у ролі Чайни Паркс
- С'єра МакКормік у ролі Олів Дойл
- Джейк Шорт у ролі Флетчера Квімбі
- Стефані Скотт у ролі Лексі Рід
- Карлон Джефрі у ролі Кемерона Паркса
- Ейдін Мінкс у ролі Ангуса Честната

### Другорядні персонажі
- Еллі ДеБеррі у ролі Пейзлі Хаундстуз
- Зак Стіл у ролі Гібсона
- Мінді Стерлінг у ролі Сюзан Скідмор
- Мітчел Файнес у ролі Деріла Паркс

## Епізоди
| Сезон | Сезон | Епізоди | Оригінальні покази | Оригінальні покази | Оригінальні покази українською | Оригінальні покази українською |
| Сезон | Сезон | Епізоди | Прем'єра           | Фінал              | Прем'єра                       | Фінал                          |
| ----- | ----- | ------- | ------------------ | ------------------ | ------------------------------ | ------------------------------ |
|       | 1     | 25      | 6 травня 2011      | 13 квітня 2012     | 10 грудня 2011                 |                                |
|       | 2     | 20      | 1 червня 2012      | 26 квітня 2013     |                                |                                |
|       | 3     | 17      | 31 травня 2013     | 21 березня 2014    |                                |                                |

## Виробництво
Телеканал «Disney Channel» анонсував телесеріал 11 листопада 2010 року. Зйомки першого сезону розпочались на початку 2011 року. Після прем'єри телесеріалу, було збільшено кількість епізодів першого сезону з 13 до 26.

## Інформація про дубляж
Перші чотири серії телесеріалу було дубльовано студією LeDoyen на замовлення Disney Character Voices International.

### Ролі дублювали
- Аліна Овчаренко — Чайна Паркс
- Єлизавета Зіновенко — Олів Дойл
- Даниїл Мойсеєв — Флетчер Квімбі
- Єлизавета Кучеренко — Лексі Рід
- Богдан Бенюк — Кемерон Паркс
- Максим Чумак — Ангус Честнат
- та інші